# Rajd Austrii 1970
Rajd Austrii 1970 (41. International Österreichische Alpenfahrt) – rajd samochodowy rozgrywany w Austrii od 6 do 10 maja 1970 roku. Była to piąta runda Międzynarodowych Mistrzostw Producentów w roku 1970. Rajd został rozegrany na nawierzchni szutrowej.

## Wyniki końcowe rajdu[1]
| Msc. | Kierowca           | Pilot            | Samochód                   | Czas      | Strata   |
| ---- | ------------------ | ---------------- | -------------------------- | --------- | -------- |
| 1.   | Björn Waldegård    | Lars Nyström     | Porsche 911 S              | 2:30:16.8 | -        |
| 2.   | Håkan Lindberg     | Sölve Andreasson | Saab 96 V4                 | 2:34:10.0 | +3:53.2  |
| 3.   | Jean-François Piot | Jean Todt        | Ford Escort Twin Cam       | 2:34:57.6 | +4:40.8  |
| 4.   | Adrian Boyd        | Beatty Crawford  | Ford Escort Twin Cam       | 2:47:18.8 | +17:02.0 |
| 5.   | Bernard Darniche   | Alain Mahé       | Alpine-Renault A110 1600   | 2:47:47.3 | +17:30.5 |
| 6.   | Walter Lux         | Hans Siebert     | Volkswagen 1500            | 2:55:30.1 | +25:13.3 |
| 7.   | Franz Wurz         | Walter Zögl      | Ford Escort Twin Cam       | 2:56:03.9 | +25:47.1 |
| 8.   | Robert Zelenka     | Richard Zelenka  | Ford Escort Twin Cam       | 2:58:47.7 | +28:30.9 |
| 9.   | Harry Källström    | Gunnar Häggbom   | Lancia Fulvia 1.6 Coupé HF | 2:58:54.4 | +28:37.6 |
| 10.  | Klaus Russling     | Eggenberger      | Porsche 911 S              | 3:00:16.0 | +29:59.2 |